# Gazólaz
Gazólaz (Gazolatz en euskera) es una localidad y concejo perteneciente al municipio de la Cendea de Cizur en la Comunidad Foral de Navarra (España). La localidad contaba con 136 habitantes en 2014 y de ella destacan la Iglesia de Nuestra Señora de la Purificación y la sede del Ayuntamiento de la Cendea de Cizur.
Está situado a 6 km de Pamplona, a una altitud de 459 metros sobre el nivel del mar y su extensión es de 450 hectáreas (4.5 km²).

## Historia

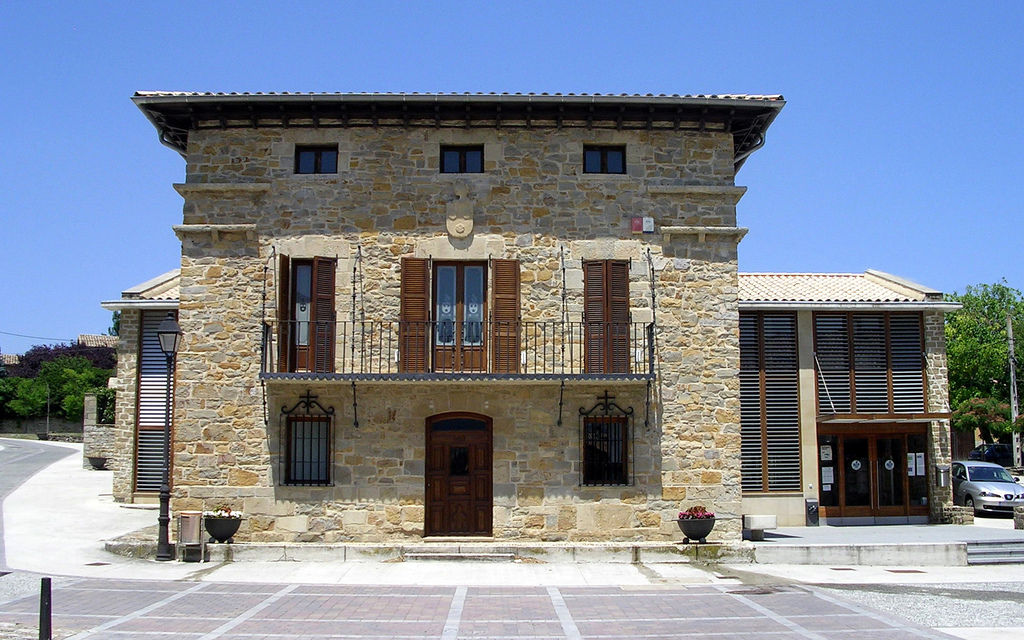
Ayuntamiento de la Cendea de Cizur

La historia documentada de Gazólaz comienza en el siglo XI cuando el nombre de Gazólaz aparece por primera vez mencionado en escritos de 1055 al ser nombrado Eximius de Gazólaz clavero del Monasterio de Leyre. En la primera mitad del siglo XIII fue levantada la parroquia de Nuestra Señora de la Purificación, iglesia románica tardía. En esta misma época, Gazólaz vio nacer al que sería obispo de Pamplona Pedro Ximénez de Gazólaz (1242-1266).
En el lugar en el que se ubica el actual cementerio, sobre un altozano al oeste del pueblo, existía una ermita del siglo XVI hoy totalmente desaparecida dedicada a San Juan. Aparece en documentos desde 1593. En 1796 el obispo Igual de Soria le hizo una visita y, dado el estado de abandono de la ermita, declaró su cierre hasta que la habilitaran lo suficiente como para poder realizar el culto de forma correcta.
El pueblo contaba con un riachuelo formado por una regata Guesal Erreca («acequia salada») conocida como «Paternáin erreca». También está la denominada agua del batueco: un manantial de agua medicinal a la derecha del riachuelo que va a Ibero. Asimismo, contaba con su propia cañada procedente de Ibero, registrada en 1837 y desaparecida recientemente.
En el siglo XIX contaba con casa municipal que hacía las veces de escuela y cárcel, un cementerio y una ermita, así como fuente de buenas aguas. Documenta la existencia de molino harinero, buenos pastos, caza de perdices, liebres, lobos y zorros, así como la pesca de anguilas.
Por su situación céntrica realizó de capital administrativa de la cendea, alternando con Sagües. Se escribía de Gazólaz:

Era lugar granado y de mucha vecindad y pasajero donde concurrían muchos caminantes que vienen de Estella y del Reyno de Aragón en paso a Guipúzcoa.

Su Caja Rural se fundó en 1946. En 1933 se construyó el Frontón del pueblo y en el año 2006 fue restaurado junto con las obras del nuevo asfaltado del casco urbano y la renovación de redes y alumbrado público.

## Monumentos históricos
Destaca un conjunto compuesto por la casa parroquial, la iglesia de Nuestra Señora de la Purificación y el atrio en la Plaza del Concejo. Este pequeño lugar constituye un conjunto arquitectónico de sabor medieval. En Gazólaz hay además algunas casas palacianas, como la contigua a la casa consistorial, con puerta dovelada de medio punto y galería de arcos en el último piso.

### Nuestra Señora de la Purificación
La iglesia de Nuestra Señora de la Purificación, es una iglesia románica de principios del siglo XIII, declarada Bien de Interés Cultural en junio de 1931, que forma un conjunto arquitectónico eclesiástico singular, al contar con una galería porticada única en Navarra. Su construcción fue realizada por los arquitectos de la Orden de San Juan, posiblemente ordenada por Pedro Ximénez de Gazólaz, o por la generosidad de su padre noble caballero.
Lo más destacado de este templo es el atrio, el cual está ubicado frente a la única puerta del templo y es de transición desde el arte románico hasta el gótico. Esta galería porticada, junto con la de Eusa, es única en Navarra y con la de Armentia (Álava) son los ejemplares más septentrionales de esta forma arquitectónica típica de la zona de Soria, Segovia y la sierra de la Demanda.

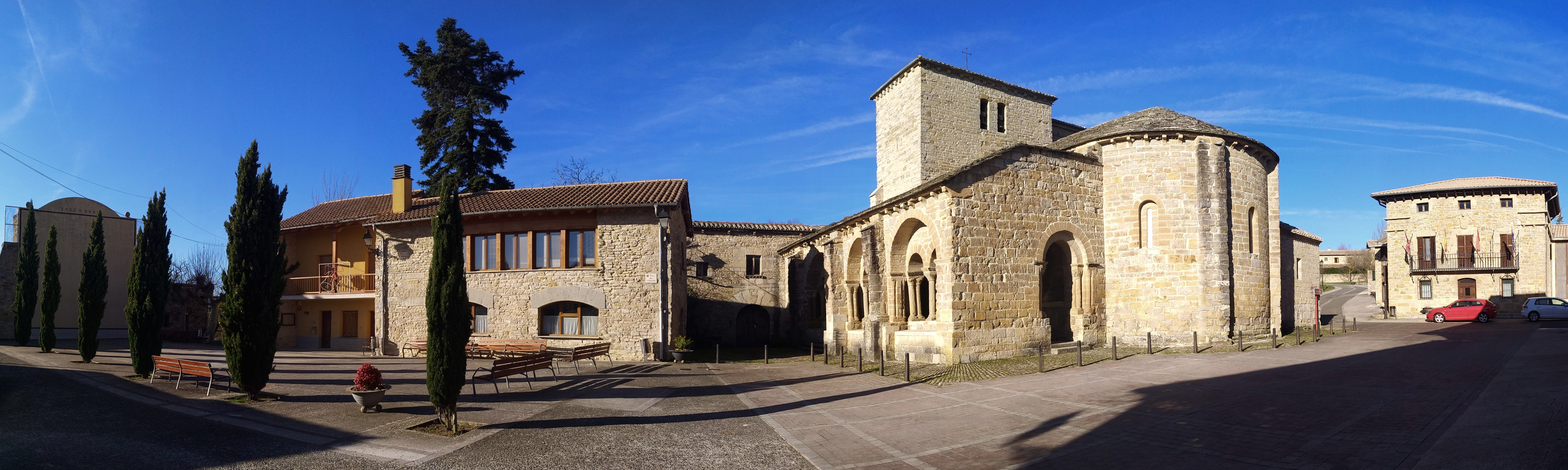
Panorámica de Gazólaz con el frontón a la izquierda, la iglesia en el centro y la casa consistorial a la derecha

## Cultura

### Fiestas y eventos
Las fiestas patronales se celebran el viernes, sábado y domingo más cercanos al 8 de septiembre, día de la Natividad de Nuestra Señora. En el año 2010 fueron los días 3, 4 y 5 de septiembre. En los últimos años, la Sociedad Harraisko se ha encargado de la organización de las fiestas.

## Toponimia
El nombre de Gazólaz aparece ya en escritos de 1055, siglo XI. En 1246 aparece escrito como "GatÇolatz", lo que parece indicar que proviene de la raíz vasca "Gatz", que significa "sal", en referencia al manantial y regata salobre situados al sur del pueblo en el término que se conoce hoy como "la salera" — en euskera "gesala" — a la que se añade la palabra "Olatz" que significa majada. "Gazolaz" significa majada de sal.
Por otra parte, el prestigioso historiador Julio Caro Baroja llegó a proponer el antropónimo "Gozolas" que fue nombre de un judío de las Galias del siglo V («Gozolas natione Iudaeus») como origen del topónimo. Más tarde rectificó.

## Demografía

### Evolución de la población
| Gráfica de evolución demográfica de Gazólaz entre 2000 y 2017 |
|                                                               |
| Población según el nomenclátor del INE.                       |

## Economía
El concejo de Gazólaz está al borde de la extinción técnica debido a su deuda inasumible de dos millones de euros, derivada de su participación en el Polígono de Servicios de Gazólaz. A fecha de mayo de 2016, Gazólaz es el concejo más endeudado de Navarra. El concejo cuenta con un presupuesto anual de 35 000 euros.
El Polígono de Servicios de Gazólaz comenzó su construcción en 2004 junto a la Autovía del Camino. La zona estaba llamada a convertirse en el principal núcleo de actividad económica de la Cendea de Cizur, aunque sus impulsores no contemplaban el desarrollo completo a corto ni a medio plazo.
Es un polígono de 38,7 hectáreas con parcelas de entre 3000 y 20 000 m². Esta zona estaría ligada a la innovación, la comercial, de servicios, ocio, oficinas, hostelero, almacenamiento y distribución. Se descartó, en cualquier caso, la actividad productiva e industrial dada su ubicación y la vocación de la zona.
Desde el principio fue proyectada como complemento al desarrollo de la zona de servicios prevista en Ardoy en el corredor económico inducido por la autovía. También estaba llamada a completar la estructura viaria del entorno con un nuevo acceso desde la autovía a través del paso superior que enlaza con la carretera de Gazólaz y con la de Galar.

## Política y administración
Estos han sido los últimos presidentes del concejo de Gazólaz:
| Mandato   | Presidente del concejo           | Partido político                    |
| --------- | -------------------------------- | ----------------------------------- |
| 2019-2023 | Pedro Equiza Escudero            | A.E. Gazólaz                        |
| 2015-2019 | Miguel Ángel Sanz Izco           | Mendikoa (A.E.M.)                   |
| 2011-2015 | Juan Miguel Garciarena Martínez  | Nuevo Gazólaz                       |
| 2007-2011 | María Isabel Coloma Bilbatúa     | Nuevo Gazólaz                       |
| 2003-2007 | Miguel Ángel Sanz Izco           | Independiente                       |
| 1999-2003 | José Antonio Garciarena Martínez | Morea                               |
| 1995-1999 | Martín Goñi Istúriz              | Agrupación Independiente de Gazólaz |
| 1991-1995 | Sagrario Izco Sanz               | Agrupación Electoral Gazólaz Unido  |

## Personajes ilustres
- Pedro Ximénez de Gazólaz, obispo de Pamplona de 1242 a 1266.[7]
- Patxi Izco, presidente número 21 del Club Atlético Osasuna de 2002 a 2012.[52]

## Comunicaciones
| Eskualdeko Hiri Garraioa/Transporte Urbano Comarcal |   |
| Taxi Iruñerria                                      |   |
| Zona                                                | B |
| Estaciones                                          |   |